# Tuppers Plains
Tuppers Plains – jednostka osadnicza w Stanach Zjednoczonych, w stanie Ohio, w hrabstwie Meigs.